# Dulce et decorum est pro patria mori
 Dulce et decorum est pro patria mori  лат. (изговор: дулце ет декорум ест про патрија мори). Слатко је и часно  за отаџбину умријети. (Хорације)

## Повремено проширење изреке
Аdhuc dulcius pro patria vivere  лат. (изговор: адхук дулцијус  про патрија вивере) још је слађе за отаџбину живјети.(Хорације)

## Поријекло изрека
Изрекао Римски лирски пјесник Хорација у посљедњем вијеку старе ере.“

## Тумачење
Слава патриотизму. Смрт и живот за отаџбину.